# Neprijetna resnica (film)
Neprijetna resnica (izvirni naslov An Inconvenient Truth) je dokumentarni film ameriškega politika Ala Gora, izdan leta 2006.
Film temelji na istoimenski knjigi Ala Gora, vsebuje pa tudi posnetke Gorovih predavanj o globalnem segrevanju, njegovih nevarnostih in posledicah.